# Hans Sieg
Hans Sieg (* 24. Mai 1930 in Giesen, Kreis Oletzko) war Generalmajor der Nationalen Volksarmee (NVA) der Deutschen Demokratischen Republik.

## Leben
Der Sohn eines Schachtmeisters absolvierte nach der neunjährigen Volksschule von 1945 bis 1949 eine Lehre zum Bäcker, die er als Geselle abschloss. Am 1. September 1949 trat er als Kursant in die Deutsche Volkspolizei (DVP) ein, in der er bald darauf Innendienstleiter in den VP-Dienststellen Großenhain und Frankenberg wurde. Von 1952 bis 1954 war er Gehilfe des Stabschefs sowie Kompaniechef der Dienststelle Prenzlau der Kasernierten Volkspolizei (KVP). 1953 wurde er Mitglied der SED. 1954/55 war er Kommandeur einer Abteilung in der KVP-Dienststelle Prenzlau. Nach einem vierjährigen Lehrgang an der Militärakademie der UdSSR wurde er 1960 Kommandeur des Panzerregiments 14 "Karol Świerczewski" in Spremberg.
1965 erfolgte die Ernennung zum Stellvertreter des Kommandeurs und Chef des Stabes der 7. Panzerdivision in Dresden. Nach einem zweijährigen Studium an der Generalstabsakademie der UdSSR, das er 1970 als Diplom-Militärwissenschaftler abschloss, wurde er 1. Stellvertreter des Kommandeurs der 7. Panzerdivision. Am 9. November 1971 erfolgte dann als Nachfolger von Generalmajor Werner Winter schließlich selbst seine Ernennung zum Kommandeur der 7. Panzerdivision. Als solcher wurde er am 1. März 1973, dem 17. Gründungstag der NVA, zum Generalmajor ernannt. Im Anschluss daran erfolgte am 31. Oktober 1976 seine Ernennung zum Stellvertreter des Chefs des MB  und Chef für Ausbildung des Militärbezirks III in Leipzig. Zuletzt war er von 1980 bis zu seiner Entlassung am 31. Oktober 1981 Kommandeur der Sektion Landstreitkräfte an der Militärakademie Friedrich Engels in Dresden.
Als einer der wenigen Generale der NVA wurde er am 24. September 1985 vom Dienstgrad eines Generalmajors der Reserve zum Oberstleutnant der Reserve herabgestuft.

## Auszeichnungen
- 1976 Vaterländischer Verdienstorden in Bronze
- Kampforden „Für Verdienste um Volk und Vaterland“ in Silber